# Albergo diffuso
L'albergo diffuso è «un'impresa ricettiva alberghiera situata in un borgo, formata da più case, preesistenti e vicine fra loro, con gestione unitaria e in grado di fornire servizi alberghieri a tutti gli ospiti». 
Gli alberghi diffusi sono considerati "strutture ricettive caratterizzate da servizi di ricevimento e accoglienza centralizzati e dalla dislocazione degli altri servizi ed eventualmente delle sale comuni, ristorante, spazio vendita in particolare di prodotti tipici locali e delle camere o alloggi, in uno o più edifici separati, anche con destinazione residenziale, purché situati nel medesimo ambito definito ed omogeneo. Per le aree montane nella individuazione dell'ambito definito e omogeneo si tiene conto delle peculiarità del territorio e in particolare della necessità di valorizzazione degli antichi nuclei. Le strutture centrali e gli edifici adibiti a camere o alloggi possono essere di proprietà di soggetti distinti a condizione che venga garantita la gestione unitaria di albergo".

## Requisiti
Ogni regione italiana, nelle proprie differenti normative, ha stabilito i propri criteri e requisiti per nuovi alberghi diffusi. Tra i requisiti ritenuti caratterizzanti del modello di albergo diffuso vi sono:
- Gestione unitaria – Struttura ricettiva gestita in forma imprenditoriale nel centro
- Servizi alberghieri – Struttura ricettiva alberghiera gestita in forma professionale
- Unità abitative dislocate in più edifici separati e preesistenti – Centro storico abitato
- Servizi comuni – Presenza di locali adibiti a spazi comuni per gli ospiti (ricevimento, sale comuni, bar, punto ristoro)
- Distanza ragionevole degli stabili – massimo 200 metri tra le unità abitative e la struttura con i servizi di accoglienza (i servizi principali)
- Presenza di una comunità viva – Comunità ospitante, integrazione nel territorio
- Presenza di un ambiente autentico – Integrazione con la realtà sociale e la cultura locale
- Riconoscibilità – Identità definita e uniforme della struttura; omogeneità dei servizi offerti
- Stile gestionale integrato nel territorio e nella sua cultura

## Storia
Il concetto di albergo diffuso nasce in Carnia (Friuli-Venezia Giulia), a seguito del terremoto del 6 maggio del 1976 e della necessità di valorizzare le case mano a mano che queste venivano ristrutturate. Il primo documento che riporta il termine albergo diffuso è il progetto-pilota di Comeglians (borgo Maranzanis) del 1982. Le prime parziali esperienze di albergo diffuso nascono nel 1994 a Sauris, nel 1995 a Bosa in Sardegna e successivamente ad Alberobello, in Puglia.
Nel 1999 a Bologna la Camera di Commercio iscrisse una società che, con alcuni mini appartamenti distribuiti nel centro della città e un ufficio gestione nei pressi della stazione centrale offriva ai propri clienti il servizio di "albergo diffuso e distribuito sul territorio": Bologna Residence. Nel tempo questo tipo di attività si è diffuso anche in varie regioni italiane, come nel Lazio, a Trevignano Romano sulle rive del lago di Bracciano l'albergo diffuso Borgo Vistalago nato nel 2012, o in Molise l'albergo diffuso Residenza Sveva nel Borgo marinaro di Termoli e l'albergo diffuso Borgotufi, nel centro storico di Castel del Giudice, i cui lavori di recupero di case abbandonate iniziarono nel 2007. In Abruzzo, l'albergo diffuso Sextantio è nato nel 2001 tramite il recupero di antiche abitazioni del borgo di Santo Stefano di Sessanio, e lo stesso gruppo privato gestisce anche diverse camere nelle grotte dei Sassi di Matera nella città lucana.
Il Friuli-Venezia Giulia resta la regione dove risultano più diffusi (se ne contano 15 a fine 2009, di cui 11 hanno la forma di società cooperativa). Altre forme giuridiche prescelte sono la ditta individuale, la società di persone e la società di capitali in base all'entità degli investimenti richiesti.

## Vantaggi
Questa forma ricettiva permette di offrire un servizio alberghiero completo, unendo potenzialità già presenti nel territorio, senza dover ricorrere alla creazione di una struttura apposita che le raccolga in un unico edificio. In Italia l'albergo diffuso è una soluzione che incontra sempre più favori, soprattutto in piccoli centri, in virtù del fatto che contribuisce a coniugare il mantenimento e la valorizzazione dell'esistente, con lo sfruttamento turistico degli stessi luoghi, con particolare riferimento ai centri storici.
Un albergo diffuso non è solo un modello di ospitalità made in Italy, è anche un modello di sviluppo turistico territoriale, rispettoso dell'ambiente e "sostenibile", una modalità di sviluppo locale a rete che genera filiere e che contribuisce a contrastare lo spopolamento dei borghi.
In Friuli-Venezia Giulia, ad esempio, l'albergo diffuso nacque per recuperare immobili rurali in piccoli borghi montani caratterizzati da un consistente fenomeno emigratorio e da scarso dinamismo economico. Oggi poi l'albergo diffuso, se opportunamente integrato in una gestione complessiva dell'accoglienza turistica, può diventare il punto di snodo cui fanno riferimento tutti gli esercizi commerciali di un centro abitato.

## Riferimenti normativi
- L.R. del 12 agosto 1998, n. 27 (art. 25);
- Friuli-Venezia Giulia: L.R. del 16 gennaio 2002, n. 2 (articoli n.65 e 66);
- Campania: Decreto dell'8 agosto 2003, n. 579;
- Marche: L.R. dell'11 luglio 2006, n. 9 (art. 10);
- Umbria: L.R. del 27 dicembre 2006, n. 18 (art. 23);
- Emilia-Romagna: Delibera 916/07;
- Liguria: L.R. del 21 marzo 2007, n. 13 (art. 2);
- Lombardia: Articolo 19 della L.R. 27/15
- Lazio: Regolamento del 24 ottobre 2008, n. 16;
- Calabria: Regolamento del 27 ottobre 2008, n.4.
- Sicilia: Legge del 2 agosto 2013, n. 11;
- Abruzzo: L.R. 9 agosto 2013, n. 22